# Tossal de Sant Martí
|  | Per a altres significats, vegeu «Tossal de Sant Martí (Sarroca de Bellera)». |

El Tossal de Sant Martí és una muntanya de 1.011,4 metres al municipi de la Conca de Dalt, a la comarca del Pallars Jussà, a l'antic límit dels termes de Claverol i Hortoneda de la Conca, tots dos actualment integrats en el de Conca de Dalt. Està situat als Rocs de Gairat, a l'extrem nord-oest de la Serra de Pessonada. Queda al sud-est de Claverol (Conca de Dalt), al nord-est de Sant Martí de Canals i al nord-oest de Pessonada.